# Титеф (филм)
Титеф: филм (фр: Titeuf, le film) је француски 3Д анимирани породични и комични филм који је режирао Зеп, заснован на његовим Титеф стриповима. Филм је објављен 6. априла 2011, док се у Србији премијерно одржан на 7. дечјег филмског фестивала октобру 2011. године, а касније се репризирао поново у биоскопима 29. марта 2012. године. Филм на српском језику је синхронизовао студио Призор.

## Радња
Титефов детињасти поглед на свет одраслих одише наивношћу и ранотинејџерском побуном. Сада долази на велики екран, у дебију швајцарског стрип уметника Зепа (псеудоним Филипа Шапуија), који је адаптирао сопствени сценарио. Нађа слави рођендан, а Титеф није позван. Катастрофа!
Титеф мора да открије шта је пошло по злу. Како је могла да га заборави, кад он набаци свој најзаводљивији став приликом сусрета са њом?
Овај потрес ће уздрмати Титефов живот, посебно због тога што се, као и увек, испоставља да су одрасли бескорисни. Титеф ће стога сам узети ствари у своје руке и покушати да се избави из хаоса, не губећи при том из вида да му је најважнији циљ - бити позван на Нађин рођендан!

## Улоге
| Улога         | Глас            | Српске гласовне улоге |
| ------------- | --------------- | --------------------- |
| Титеф         | Доналд Ригну    | Даниел Сич            |
| Ману          | Натали Хомс     | Александра Цуцић      |
| Нађа          | Мелани Бернијер | Дубравка Ковјанић     |
| Жан-Клод      | Антонин Шалон   | Марко Марковић        |
| Иго           | Доналд Рејгну   | Бојан Лазаров         |
| Титефов тата  | Сам Карман      | Даниел Сич            |
| Титефова мама | Забу Брајтман   | Владислава Ђорђевић   |
| Дамбо         | Амели Лерма     | Владислава Ђорђевић   |
| Марко         | Артур Пестел    | Марко Марковић        |
| Зизи          | Натали Хомс     | оригинална глумица    |
| Психолог      | Мајкл Лонсдејл  | Марко Марковић        |

## Зарада
Од прве недеље, филм је био на првом месту на благајнама.
- Глобално: 14 милиона долара
- Француска: 13,5 $ (1.252.783 пријава)
- Белгија и  Луксембург: 500.000 $
- Италија: 328.076 $
- Србија: 6.850 $